# Suspended
Suspended: A Cryogenic Nightmare est un jeu vidéo de fiction interactive conçu par Michael Berlynet publié par Infocom à partir de 1982 sur Amiga, Amstrad CPC, Apple II, Atari 8-bit, Atari ST, Commodore 64, Commodore Plus/4, MS-DOS, TRS-80, TI-99/4A et Apple Macintosh. Le jeu se déroule dans un univers de science-fiction. Le joueur y incarne un personnage en état de biostase qui interagit avec l’environnement par l’intermédiaire de six robots qui perçoivent le monde de manières différentes,. Le jeu s'est vendu à plus de 100 000 exemplaires entre 1983 et 1988.